# Войцешиці (Свентокшиське воєводство)
Войцешиці (пол. Wojcieszyce) — село в Польщі, у гміні Лонюв Сандомирського повіту Свентокшиського воєводства.
Населення — 183 особи (2011).
У 1975-1998 роках село належало до Тарнобжезького воєводства.

## Демографія
Демографічна структура на день 31 березня 2011 року:
|          | Загалом | Допрацездатний вік | Працездатний вік | Постпрацездатний вік |
| -------- | ------- | ------------------ | ---------------- | -------------------- |
| Чоловіки | 101     | 25                 | 63               | 13                   |
| Жінки    | 82      | 16                 | 44               | 22                   |
| Разом    | 183     | 41                 | 107              | 35                   |